# Fornos de Maceira Dão
Fornos de Maceira Dão é uma freguesia portuguesa do município de Mangualde, com 16,2 km² de área e 1308 habitantes (censo de 2021). A sua densidade populacional é 80,7 hab./km².

## Demografia
A população registada nos censos foi:
| Distribuição da População por Grupos Etários | Distribuição da População por Grupos Etários | Distribuição da População por Grupos Etários | Distribuição da População por Grupos Etários | Distribuição da População por Grupos Etários |
| -------------------------------------------- | -------------------------------------------- | -------------------------------------------- | -------------------------------------------- | -------------------------------------------- |
| Ano                                          | 0-14 Anos                                    | 15-24 Anos                                   | 25-64 Anos                                   | > 65 Anos                                    |
| 2001                                         | 201                                          | 198                                          | 688                                          | 273                                          |
| 2011                                         | 171                                          | 153                                          | 776                                          | 359                                          |
| 2021                                         | 129                                          | 133                                          | 652                                          | 394                                          |

## Património
- Mosteiro de Santa Maria de Maceira Dão
- Capela de Nossa Senhora da Cabeça
- Igreja Paroquial de invocação a São Miguel (ano 690 a primeira construção)
- Solar de Santo António e que integra Capela de Santo António
- Capela de São Tomás de Aquino (1711)
- Sepultura antropomórfica da Cancela
- Sepultura antropomórfica da Aldeia Nova, no interior de habitação
- Sepultura antropomórfica de Tabosa
- Cadeia medieval da Granja
- Capela de São Geraldo
- Capela de Nossa Senhora da Graça, antes, Nossa Senhora da Alquevas
- Achados arqueológicos de Vila Romana (fustes, bases colunas, mós manuais, bigorna, tégulas, tijolos, ladrilhos, pesos de teares em barro e pedra ...)
- Pontes medievais de Maceira Dão
- Sequoia sempervirens com 400 anos, nos jardins do Solar de Santo António